# Zbór Braterskiej Jednoty Baptystów w Děčínie
Zbór Braterskiej Jednoty Baptystów w Děčínie – zbór baptystyczny znajdujący się w czeskim Děčínie. Zbór istnieje od 1945 r., gdy po II wojnie światowej do Děčína przybyło kilka baptystycznych rodzin. W 1949 r. było już w mieście 35 baptystów spotykających się na ulicy Fügnerověj. 3 czerwca 1950 r. w mieście odbył się pierwszy chrzest na wyznanie wiary. Ochrzciło się wówczas 13 osób, z czego 10 było miejscowych. Kolejny chrzest miał miejsce w 1952 r., gdy zanurzonych zostało kolejne 13 osób. Usamodzielnienie się zboru nastąpiło w 1999 r. Do tego czasu zbór działał pod protektoratem zboru w Losovicach i Litoměřicach. Obecnie liczy około 30 zborowników. Pastorem zboru jest misjonarz Jan Zavřel.

## Pastorzy
- 1945–1952 – Ludvík Bureš
- 1951–1953 – Vilém Pelikán
- 1955–1964 – Rudolf Petr
- 1964–1968 – Miloš Šolc st.
- 1969–1979 – Pavel Čáni
- 1981–1988 – Vladimír Vacek
- 1989–1995 – Jan Pospíšil
- 1995–2002 – Daniel Kuc
- 2002- – Jan Zavřel